# Trematopygus helleni
Trematopygus helleni là một loài tò vò trong họ Ichneumonidae.